# Ong Jian Guo
Ong Jian Guo (* 29. Januar 1989 in Malakka) ist ein malaysischer Badmintonspieler.

## Karriere
Ong Jian Guo nahm 2009 und 2011 an den Badminton-Weltmeisterschaften teil. Bei beiden Teilnahmen wurde er jeweils 17. im Mixed gemeinsam mit Chong Sook Chin. Bei den Südostasienspielen 2011 erkämpfte er sich mit ihr in der gleichen Disziplin den fünften Rang.